# Pagmanella heroica
Pagmanella heroica är en fjärilsart som beskrevs av Pierre Leraut 1985. Pagmanella heroica ingår i släktet Pagmanella och familjen Crambidae. Inga underarter finns listade i Catalogue of Life.